# Whangārei Falls
Die Whangārei Falls (Maori Otuihau) sind Wasserfälle des Hātea River auf der Nordinsel Neuseelands. Sie liegen im Whangārei Falls Scenic Reserve im Stadtteil Tikipunga von Whangārei östlich des Abzweigs der Boundary Road von der Ngunguru Road, die einen Abschnitt des Twin Coast Discovery Highway bildet. Die Fallhöhe beträgt 26,3 Meter.
Die Fälle sind von einem Parkplatz an der Boundary Road über einen zweiminütigen Fußweg zu einer Aussichtsplattform erreichbar. Nach Überschreiten des Flusslaufs über eine Holzbrücke gelangt man nach weiteren fünf Minuten zur ausladenden Gumpe. Letztere ist von üppiger Vegetation umgeben, bestehend aus Kauri-Bäumen, Nikau-Palmen, Totara, Manuka, Cabbage Trees und Baumfarnen. In regenarmen Sommermonaten führt der Hātea River mitunter wenig Wasser, so dass die Fälle dann kaum in Erscheinung treten.
Die Whangārei Falls sind seit mindestens den 1890er Jahren ein beliebtes Ausflugsziel. In den 1920er Jahren erwarb der Landwirt und Uhrensammler Archibald Clapham (1882–1963) das Gebiet um die Fälle, um sie vor kommerzieller Ausbeutung zu bewahren. Durch einen von Geschäftsleuten in Whangārei eingerichteten Fonds erwarb die Stadt 1946 die Nutzungsrechte und machte die Fälle schließlich 1958 wieder für die Öffentlichkeit zugänglich.